# Cardedu
Cardedu è un comune italiano di 1 978 abitanti della provincia dell'Ogliastra in Sardegna.

## Origini del nome
Il nome "Cardèdu" con tutta probabilità deriva da cardo, pianta di cui tutta la zona era ricca, prima della nascita dell'insediamento urbano.

## Storia
Cardedu è un centro di recente costituzione, aggregazione di una serie di interventi costruttivi nati da eventi calamitosi: dopo l'alluvione del 1951 un certo numero di abitanti del comune di Gairo è costretto ad abbandonare le proprie case e a trasferirsi nella piana vicino al mare. 
Nel 1966, per venire incontro alle esigenze di alcune famiglie che preferiscono stabilirsi in una zona più a monte nasce il Borgo di Cardedu, costituito inizialmente dalla chiesa, la scuola elementare, la caserma dei Carabinieri e gli uffici del Consorzio di bonifica del Pelau-Buoncammino. Attorno a questo primo insediamento, chiamato la borgata, vengono in seguito costruite delle abitazioni destinate alle famiglie provenienti da Gairo, di cui Cardedu diviene frazione.
Nel 1984 Cardedu viene eretto in comune; l'anno di costituzione in comune è riportato, in numero romano, nel capo dello stemma comunale.

### Simboli
Lo stemma e il gonfalone del comune di Cardedu sono stati concessi con decreto del presidente della Repubblica del 20 ottobre 2003.
Il gonfalone è un drappo partito di bianco e di azzurro.

## Monumenti e luoghi d'interesse

### Architetture religiose
- Chiesa parrocchiale di San Paolo Apostolo: di un certo pregio artistico una Via Crucis donata dall'artista di Ulassai, Maria Lai
- Chiesa di Nostra Signora del Buoncammino

### Siti archeologici

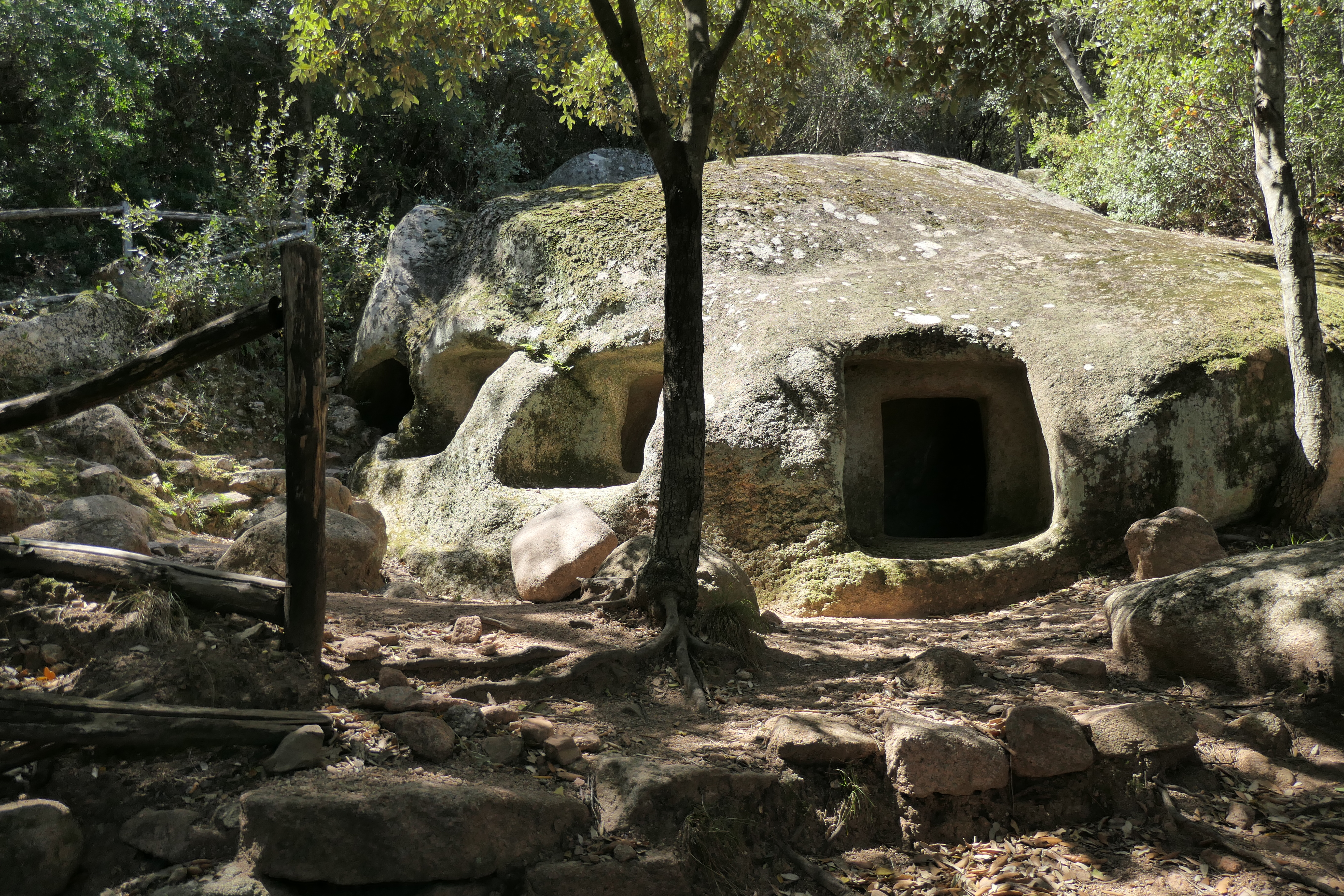
Domus de Janas di Monte Arista

A causa della sua recente costituzione, non esistono edifici di rilevanza storica, tuttavia nel territorio di Cardedu è possibile ammirare diversi siti archeologici, quali nuraghi di Perda e pera, le domus de janas nella località Cucuddadas, e infine un imponente pozzo sacro nuragico  denominato Su Presoneddu. Quest'ultimo ancora integro è completamente abbandonato, non essendo mai considerato motivo di pregio da parte delle amministrazioni locali, nonostante l'importanza archeologica, ora rischia di esser costantemente rovinato dall'incuria del tempo e dei vandali.

## Società

### Evoluzione demografica
Abitanti censiti

### Etnie e minoranze straniere
Al 31 dicembre 2014 risultano residenti 45 cittadini stranieri; le nazionalità più rappresentate sono:
- Romania 21
- Germania 6
- Marocco 4
- Svizzera 3

Dati ISTAT Archiviato il 26 ottobre 2019 in Internet Archive.

### Lingue e dialetti
La variante del sardo parlata a Cardedu è il campidanese ogliastrino.

## Amministrazione
| Periodo          | Periodo          | Primo cittadino   | Partito                                   | Carica  | Note   |
| ---------------- | ---------------- | ----------------- | ----------------------------------------- | ------- | ------ |
| 20 novembre 1994 | 29 novembre 1998 | Gian Piero Muceli | Partito Popolare Italiano                 | sindaco | [ 6 ]  |
| 29 novembre 1998 | 13 maggio 2001   | Mario Bruno Piras | lista civica                              | sindaco | [ 7 ]  |
| 13 maggio 2001   | 29 maggio 2006   | Giambeppe Boi     | lista civica                              | sindaco | [ 8 ]  |
| 29 maggio 2006   | 16 maggio 2011   | Gian Piero Muceli | lista civica                              | sindaco | [ 9 ]  |
| 16 maggio 2011   | 5 giugno 2016    | Giambeppe Boi     | lista civica "Per Ripartire Insieme"      | sindaco | [ 10 ] |
| 5 giugno 2016    | 11 ottobre 2021  | Matteo Piras      | lista civica "Cardedu si Rinnova"         | sindaco | [ 11 ] |
| 11 ottobre 2021  | in carica        | Giacomo Pani      | lista civica "Ricostruiamo per il futuro" | Sindaco | [ 12 ] |

## Sport

### Calcio
La squadra di calcio della città è l'U.S. Cardedu 1977 che milita nel girone A sardo di 1ª Categoria. È nata nel 1977. I colori sociali sono il rosso ed il bianco.

### Ciclismo
Nel 1982 nasce il "Gruppo Sportivo Ciclistico Cardedu" squadra dilettantistica che negli anni ha avuto a livello individuale, diversi campioni provinciali, regionali e un campione italiano. I colori sociali sono il verde e il giallo.